# Portable Application Description
Un file PAD (Portable Application Description) è un formato di documento 'machine-readable' progettato dalla Association of Shareware Professionals.
È stato creato per permettere agli autori di fornire descrizioni e specifiche relative ai prodotti alle sorgenti online in un modo standardizzato, utilizzando un formato di dati standard in XML che permette ai webmaster e ai manutentori di liste di software di automatizzare l'elencazione di programmi. Lo scopo dei file PAD dovrebbe quindi essere quello di permettere sia agli autori che ai webmaster di risparmiare tempo.